# Eva Eisenhauer
Eva Christina Eisenhauer, född Dorff 19 december 1939 i Lund, är en svensk arkitekt. Hon har varit gift med den amerikansk-svenske arkitekten och konstnären David Eisenhauer.
Eisenhauer, som är dotter till tandläkare Filip Dorff och Amanda Pettersson, avlade studentexamen i Helsingborg 1959 och utexaminerades från Kungliga Tekniska högskolan i Stockholm 1964. Hon var verksam i USA 1965–1969 och därefter i Stockholm, där hon huvudsakligen ägnade sig åt forsknings- och utredningsarbete rörande ombyggnad av äldre bostadsbebyggelse, men även tillhörde forskargruppen Bo i Gemenskap (BIG-gruppen) rörande kollektivhus. Hon var också aktiv inom Grupp 8 och medverkade som medlem i basgruppen Aurora i boken Nio kvinnor nio liv (1977). 
Efter att ha varit anställd vid Riksbyggens arkitektkontor i Sundsvall 1988–1992 var Eisenhauer verksam i Skåne och tillhörde under ett antal år Höganäs kommunfullmäktige som representant för Miljöpartiet. Hon har även varit ordförande i Internationella Qvinnoföreningen i Höganäs och har bidragit i tillkomsten av och varit styrelsemedlem i Julia Olteanus minnesfond.